# Rhaphicera dumicola
Rhaphicera dumicola är en fjärilsart som beskrevs av Charles Oberthür 1876. Rhaphicera dumicola ingår i släktet Rhaphicera och familjen praktfjärilar. Inga underarter finns listade.